# Agostinho José Ferreira Bretas
Agostinho José Ferreira Bretas (? – ?) foi um político brasileiro.
Foi 5º vice-presidente da província de Minas Gerais, tendo assumido a presidência da província de 26 de maio a 27 de outubro de 1870.